# Jane Bidstrup
Jane Bidstrup (21 de agosto de 1955) es una deportista danesa que compitió en curling. Su hermana Lene compitió en el mismo deporte.
Participó en los Juegos Olímpicos de Nagano 1998, obteniendo una medalla de plata en la prueba femenina.
Ganó una medalla de bronce en el Campeonato Mundial de Curling Femenino de 1997 y una medalla de bronce en el Campeonato Europeo de Curling Femenino de 1986.

## Palmarés internacional
| Juegos Olímpicos   | Juegos Olímpicos       | Juegos Olímpicos  | Juegos Olímpicos |
| Año                | Lugar                  | Medalla           | Prueba           |
| ------------------ | ---------------------- | ----------------- | ---------------- |
| 1998               | Nagano (Japón)         | Medalla de plata  | Equipo           |
| Campeonato Mundial |                        |                   |                  |
| Año                | Lugar                  | Medalla           | Prueba           |
| 1997               | Berna (Suiza)          | Medalla de bronce | Equipo           |
| Campeonato Europeo |                        |                   |                  |
| Año                | Lugar                  | Medalla           | Prueba           |
| 1986               | Copenhague (Dinamarca) | Medalla de bronce | Equipo           |